# خورشیدگرفتگی ۳۰ مه ۱۹۴۶
خورشیدگرفتگی ۳۰ مه ۱۹۴۶ (به انگلیسی: Solar eclipse of May 30, 1946) یک خورشیدگرفتگی از نوع خورشیدگرفتگی جزئی است. این خورشیدگرفتگی در تاریخ ۳۰ مه ۱۹۴۶ میلادی (‎۹ خرداد ۱۳۲۵ خورشیدی) روی داد که زمان اوج آن، ساعت ۲۱:۰۰:۲۴ به‌وقت ساعت هماهنگ جهانی بوده‌است.